# Huerta de la Reina
Huerta de la Reina es un barrio de la ciudad de Córdoba (España), delimitado por la avenida de la Libertad, la avenida del Tenor Pedro Lavirgen, la avenida del Brillante y la avenida de los Llanos del Pretorio. Limita al este con el barrio de la Huerta de San Rafael, al oeste con el de barrio de las Moreras y al norte con el barrio del Tablero.
La llegada del ferrocarril atrajo a sus proximidades actividades e instalaciones, a cuya sombra surgieron barrios destinados a albergar a los obreros que en ellas tenían su ocupación. Uno de estos barrios fue el de la Huerta de la Reina, llamado así por ocupar parte de los terrenos de esta histórica huerta.
Paradójicamente, el mismo ferrocarril que le dio vida lo tuvo aislado del centro de la ciudad casi un siglo, pues la permeabilidad de las vías era escasa debida al continuo tráfico de trenes incrementado por la proximidad de la estación y, a pesar de que las primeras protestas por esta situación se produjeron tan sólo tres años después de la llegada del primer tren, tuvieron que pasar sesenta y un años para que se construyera el primer viaducto, el del Pretorio, y casi otros cuarenta para que se eliminaran la instalaciones ferroviarias en superficie.
Algunas industrias de las instaladas en este barrio mantuvieron su actividad hasta la década de los ochenta del siglo XX, en la que la revalorización de los terrenos las fue haciendo desaparecer, algunas definitivamente y otras por traslado a los polígonos industriales de nueva creación en el extrarradio de Córdoba. De este pasado industrial apenas queda como monumento el chimeneón de la fábrica de aceites de Rodríguez Hnos. en un pequeño jardín lindante con las calles Goya y Pasaje del Pintor Mariano Belmonte, rotulado bajo el nombre de Jardines Virgen de la Estrella, en honor a la Hermandad afincada en el barrio.